# Leonard Andrys

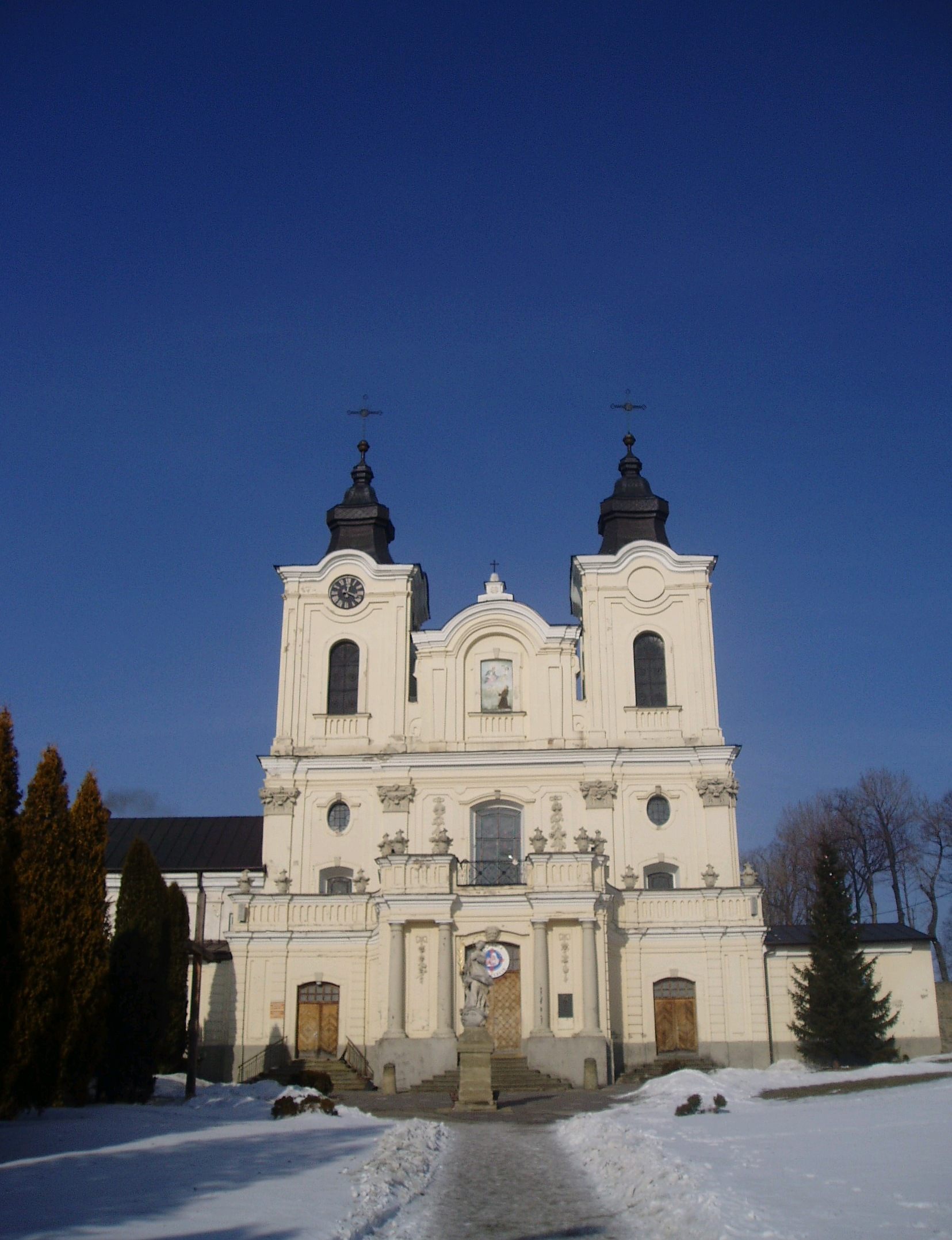
Sankt-Johannes-Kirche in Dukla (2006)

Leonard Andrys war ein polnischer Architekt.
Andrys wirkte im 18. Jahrhundert als ausgebildeter Architekt und angestellter Hofbaumeister für die polnische Magnatenfamilie Mniszech im Karpatenvorland. Zu seinen größten Förderern zählte der Kastellan von Krakau, Jerzy August Wandalin. Sein bekanntestes Bauwerk ist die zwischen 1761 und 1764 für den Bernhardinerorden zu Ehren des heiligen Johannes von Dukla erbaute Kirche in der polnischen Kleinstadt Dukla.